# 日本バドミントン協会
公益財団法人日本バドミントン協会（にっぽんバドミントンきょうかい、英: Badminton Japan）は、世界バドミントン連盟、アジアバドミントン連盟、日本オリンピック委員会(JOC)および日本スポーツ協会に加盟している1946年創立の日本のバドミントン国内競技連盟。
2011年4月、公益財団法人に移行。JOC加盟団体では2件目。

## 目的
日本におけるバドミントン界を統轄し、代表する団体として、バドミントンの普及振興を図り、国民の心身の健全な発達に寄与する事。

## 事業
- バドミントンの普及及び指導
- バドミントンに関する審判員及び指導員の養成及び資格の認定
- バドミントンに関する国際競技大会及び国内競技会の開催
- バドミントンに関する国際競技会への代表者の選考及び派遣
- バドミントンの競技力の向上
- その他この法人の目的を達成するために必要な事業

## 不祥事
- 2022年8月31日、すでに開催中だったダイハツ・ヨネックスジャパンオープンで、混合ダブルスの緑川大輝・齋藤夏組のエントリーで齋藤の妹の齋藤栞（中国語版）を誤って登録してしまい、出場が不可能となったことを発表した[1]。
- 日本バドミントン協会の元職員が日本代表の合宿費などおよそ680万円を着服し、当時の理事がそれを補填していたにもかかわらず、公表していなかった。また、2019年度にJOCに申請した国庫補助金およそ23万円が不正な申請であったと指摘されていた件についても、それを公表していなかった。これを受けてスポーツ庁は、2023年度に支給される国からの強化費を20％削減する処分を決定した[2]。

ほか、2022年12月25日から開催される全日本総合選手権において、スポーツ庁、東京都、東京都体育協会が後援から外れることとなった。
日本バドミントン協会は2022年度のガバナンスコード適合性審査対象となっており、審査において不適合と判断された場合、2023年度の助成申請が出来なくなる可能性もある。

2023年1月、日本オリンピック委員会（JOC）は東京都内で理事会を開き、内部の横領問題に適切に対応しなかったなどとして、日本バドミントン協会に対する今年度の強化交付金を2割減額する処分を決めた。さらに、ガバナンスが欠如しているとして理事会の構成を見直し、アスリート委員会の代表を理事に置くなど七つの措置を勧告。6月末までに改善状況を報告するよう求めた。